# Mefodivka, Seredîna-Buda
Mefodivka (în ucraineană Мефодівка) este un sat în comuna Krenîdivka din raionul Seredîna-Buda, regiunea Sumî, Ucraina.

## Demografie
Componența lingvistică a localității Mefodivka
     Rusă (82,42%)
     Ucraineană (17,58%)
Conform recensământului din 2001, majoritatea populației localității Mefodivka era vorbitoare de rusă (82,42%), existând în minoritate și vorbitori de ucraineană (17,58%).